# Didymoglossum obscurum
Didymoglossum obscurum là một loài dương xỉ trong họ Hymenophyllaceae. Loài này được Hassk. mô tả khoa học đầu tiên năm 1857.
Danh pháp khoa học của loài này chưa được làm sáng tỏ. 